# Corn (aeròfon)

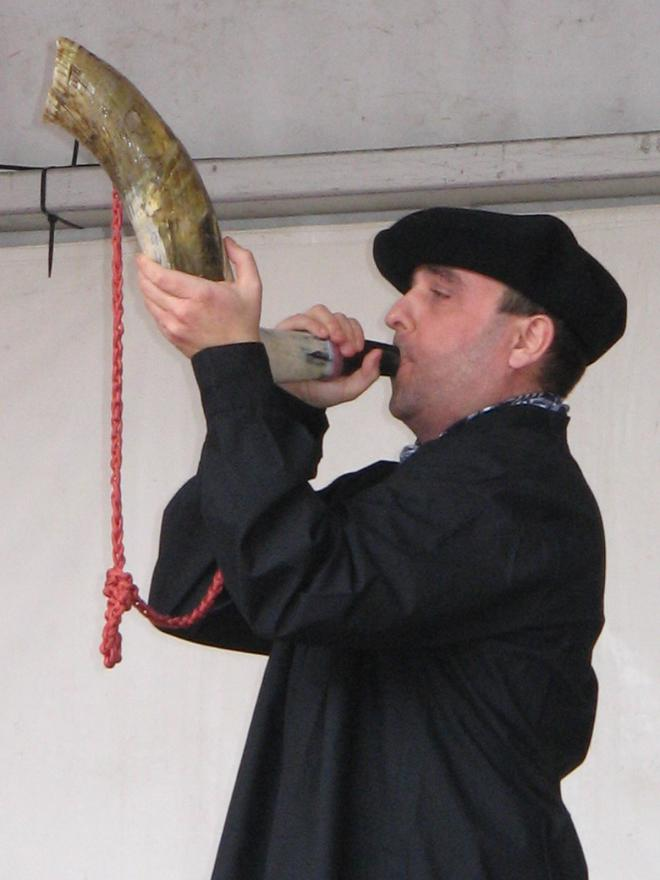
Bufant una banya d'ox en un festival basc.

El corn o banya és un artefacte sonor fet normalment a partir d'una banya animal, fent-li un forat per on poder bufar. Aquest corn rudimentari ha tingut diversos usos i funcions segons cada cultura, tot i que sovint es redueixen a l'exhibició, la celebració o la identificació de grup a través del so (senyal). Per altra banda, ha mantingut la seva funció a moltes societats agrícoles caçadores-recol·lectores.

## Tipus

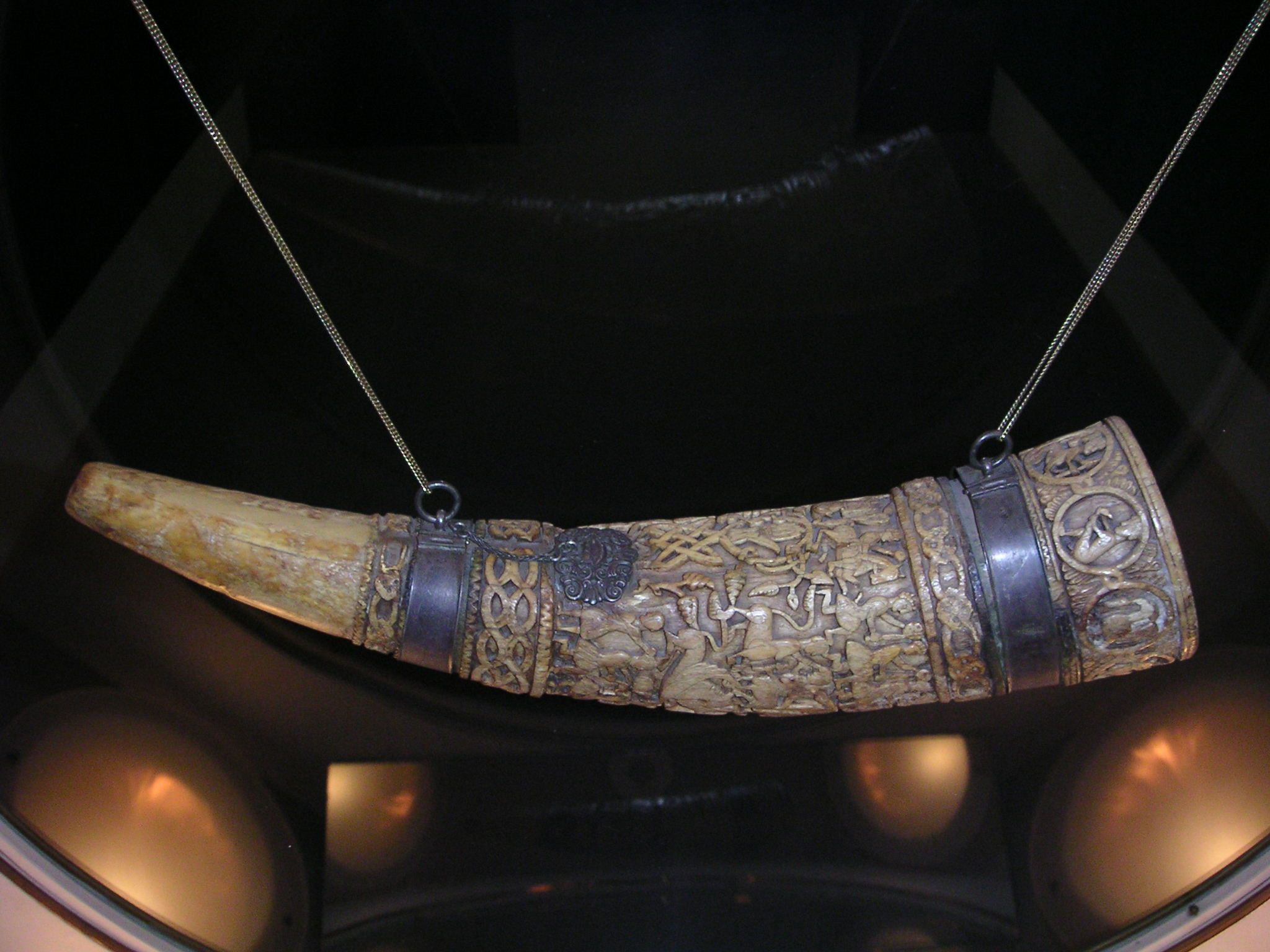
La banya atribuïda al 10è-segle Magiars Lél, conservada a Jászberény, Hongria.

Les varietats més velles es van fer a partir de banyes de bòvids i fusta. Els descobriments més primerencs a Europa són de banyes de metall de l'Edat del Bronze, material que va permetre resistir millor el pas del temps. Com a conseqüència, el rastre d'altres materials ha desaparegut, així que el corn més antic que ha sobreviscut és de l'edat del ferro a Visnum, Suècia. Com que difícilment es troben animals grossos amb banyes, sovint els corns es construeixen amb fusta, d'escorça o la soca de bedoll, anomenats "lur".

## Usos
Moltes banyes han estat utilitzades com a senyals per les societats antigues. Un descendent modern del corn, la corneta, sol servir per a fer tocs d'ordre als campaments militars. El corn de caça solia servir per comunicar-se entre caçadors i avui dia encara alguns l'utilitzen.
A Biscaia (País Basc), seguint una antiga tradició, s'està mirant de recuperar el toc de corn des de cinc muntanyes de la província un cop l'any. Aquestes muntanyes, Gorbeia (1.482 m), Sollube (684 m), Oiz (1.026 m), Ganekogorta (998 m) i Kolitza (897 m) són anomenades montes bocineros. Segons evidències històriques, fins a finals del segle XVI els biscaïns eren convocats al Consell General de l'Àmbit de Biscaia que se celebrava a Guernica a través del so dels corns dalt la muntanya.
Es pot atribuir una funció similar al pututu, un corn dels Andes. El dispositiu, normalment fet a partir d'un corn marí o d'una banya de vaca foradada, sol emprar-se per a convocar les persones a una reunió o a un festival. Durant el període Inca, els missatgers repartits arreu de l'imperi eren coneguts com a chaski i duien al damunt un pututu, que bufaven quan arribaven a un lloc.
Als Estats Units d'Amèrica és tradicional bufar una banya per començar el servei d'un bufet. És una tradició particular i típica sobretot a Kentucky.
Les vuvuzeles de plàstic i barates van aconseguir una fama controvertida en mans dels seguidors de futbol durant la Copa del Mon de Futbol de 2010 a Sud-àfrica.

## Religió
Un dels usos més estesos dels corns avui és el xofar, fet a partir de la banya de boc o de kudu foradats. El xofar és utilitzat principalment a cerimònies jueves com el Roix ha-Xanà. De vegades s'utilitzen corns o banyes a les altres dues religions abrahàmiques.
De manera similar, el dungchen és una banya utilitzada al ritual del budisme tibetà. En el neopaganisme la banya es bufa per cridar el Déu de les banyes.
Un àngel (Moroni) que bufa un corn com a veu d'advertència és un símbol no oficial emprat amb freqüència per l'Església de Jesucrist dels Sants dels Darrers Dies (a la que altres anomenen mormons). Una estàtua de l'àngel Moroni es troba dalt l'agulla principal de la majoria de temples sagrats d'aquesta església.